# 石本省吾
石本 省吾（いしもと せいご、1909年〈明治42年〉10月20日 - 1985年〈昭和60年〉6月24日）は、日本の酒造家。石本酒造2代目社長。幻の酒「越乃寒梅」を造り上げる。

## 略歴
新潟県中蒲原郡大江山村大字北山新田（現 新潟市江南区北山）の蔵元・石本酒造に生まれる。
1928年（昭和3年）3月に新潟中学校を卒業、4月に明治大学予科に入学、中学校の時に引き続き端艇部に入部、アムステルダムオリンピックのボート競技の国内予選で敗退、端艇部を退部、山岳部に入部。
1933年（昭和8年）3月に明治大学政治経済学部を卒業、石本酒造2代目社長に就任、1944年（昭和19年）から新潟中学校の先輩で新潟財務局技手の田中哲郎の指導を受け、太平洋戦争後、銘酒「越乃寒梅」の改良を開始。
父祖が遺した土地や妻の物品などを売却して良い水、良い米、良い杜氏を探し求め、赤字続きにもかかわらず経済を度外視して良い酒を造ること一筋に突き進み、新潟の酒屋の間で、偏屈者、狂人、気違いなどと言われて煙たがられる。
水は亀田郷の阿賀野川の伏流水、米は兵庫県の山田錦と長野県の金紋錦と新潟県の高嶺錦、杜氏は野積杜氏の藤井松兵衛や古川原行雄。
1967年（昭和42年）に「酒の博士」こと東京大学名誉教授の坂口謹一郎と雑誌『酒』の編集長の佐々木久子が石本酒造に来訪。
佐々木久子は「越乃寒梅」について、「水の如くさわりなく飲めて、後から旨さが戻ってくる。寒梅の酒質と香気は石本省吾氏の全人格が乗り移った天下一の美酒なのである」と雑誌『酒』に発表。
「越乃寒梅」が雑誌『酒』に「幻の酒」として取り上げられると、『週刊朝日』や『読売新聞』など、ほかの雑誌や新聞などにも取り上げられ、地酒ブームの先駆けとなる。
明治大学山岳部の後輩で登山家で冒険家の植村直己を援助し続け、1970年（昭和45年）に植村直己はマッキンリーに出発する前夜に「越乃寒梅」を飲んだという。
新潟県産の日本酒の品質向上に貢献し、1983年（昭和58年）に石川弥八郎賞を受賞。
1985年（昭和60年）6月24日午前5時3分に新潟大学医学部附属病院で肺癌による呼吸不全のため死去、75歳没。
新潟県中蒲原郡亀田町大字船戸山（現 新潟市江南区船戸山）の円満寺で執り行われた告別式には1200人余が参列し、400通の弔電が届いた。